# Auguste Dartevelle
Pour les articles homonymes, voir Dartevelle.
Auguste Victorien Dartevelle , né à Frasnes-lez-Couvin, le 25 janvier 1850 et mort à Bruxelles, le 4 septembre 1930 fut un homme politique belge francophone libéral.
Il fut notaire.
Il fut échevin et bourgmestre de Flavion et membre du parlement,,.